# Sarpsborg
Sarpsborg est une municipalité du comté d'Østfold en Norvège.

## Histoire
La ville est fondée sur les rives de la Glomma en 1016 sous le nom de Borg par le roi viking Olav Haraldsson (plus tard saint Olaf). Presque toute la vieille ville est emportée par la Glomma lors d'un glissement de terrain en 1072. Elle est reconstruite dans un lieu plus sûr mais est incendiée par les envahisseurs suédois en 1567. La moitié de la population est alors évacuée vers ce qui est aujourd'hui la ville de Fredrikstad à quinze kilomètres en amont. « Borg » est reconstruit et devient une municipalité en 1839, se séparant de Tune. 

### Des localités de la commune
- Alvim
- Greåker
- Hafslund
- Høysand
- Ise
- Jelsnes
- Opsund
- Skeberg
- Skjærvika
- Ullerøy
- Varteig

### Nom
Aux temps des Vikings la ville était connue sous le nom de Borg (du mot norvégien signifiant « château ») car son fondateur, Olav Haraldsson, en avait fait construire un. Plus tard on ajouta le génitif du nom d'une cascade, la Sarpr (aujourd'hui Sarpsfossen).
Le comté d'Østfold était autrefois connu sous le nom de Borgarsýsla, soit « le comté/sýsla de Borg », et le district juridique du sud-est de la Norvège comme Borgarþing (« le thing/la cour de Borg »).
L'ancien nom est utilisé dans Borg bispedømme (« diocèse de Borg ») depuis 1968, et dans Borgarting lagmannsrett (cour de circuit de Borgarting) depuis 1995.

## Population
Sarpsborg forme, avec Fredrikstad, la cinquième plus grande région urbaine de la Norvège. Le 1er avril 2006, selon le Dag Jukvam, les deux villes ont une population de 121 097 - dont 50 135 à Sarpsborg et 70 962 à Fredrikstad.

## Économie
Borregaard a toujours été l'entreprise la plus importante de la ville. Sarpsborg abrite également Borg Bryggerier, partie de Hansa Borg Bryggerier, la plus grande brasserie du pays.

## Sport
Dans les années 1960 Sarpsborg était connue pour son équipe de football, Sarpsborg FK, mais aujourd'hui elle est plus connue pour son équipe de hockey sur glace, Sparta Warriors. En football le Sarpsborg FK a été détrôné par le FK Sparta Sarpsborg, évoluant aujourd'hui au second niveau national, l'Adecco League.

## Personnalités liées à la ville
- Fritz Yngvar Moen, condamné à tort pour le meurtre de deux jeunes femmes.
- Atle Norstad, bobeur norvégien.
- Raymond Kvisvik,  footballeur norvégien.
- Erik Varden, évêque catholique

## Îles de la municipalité

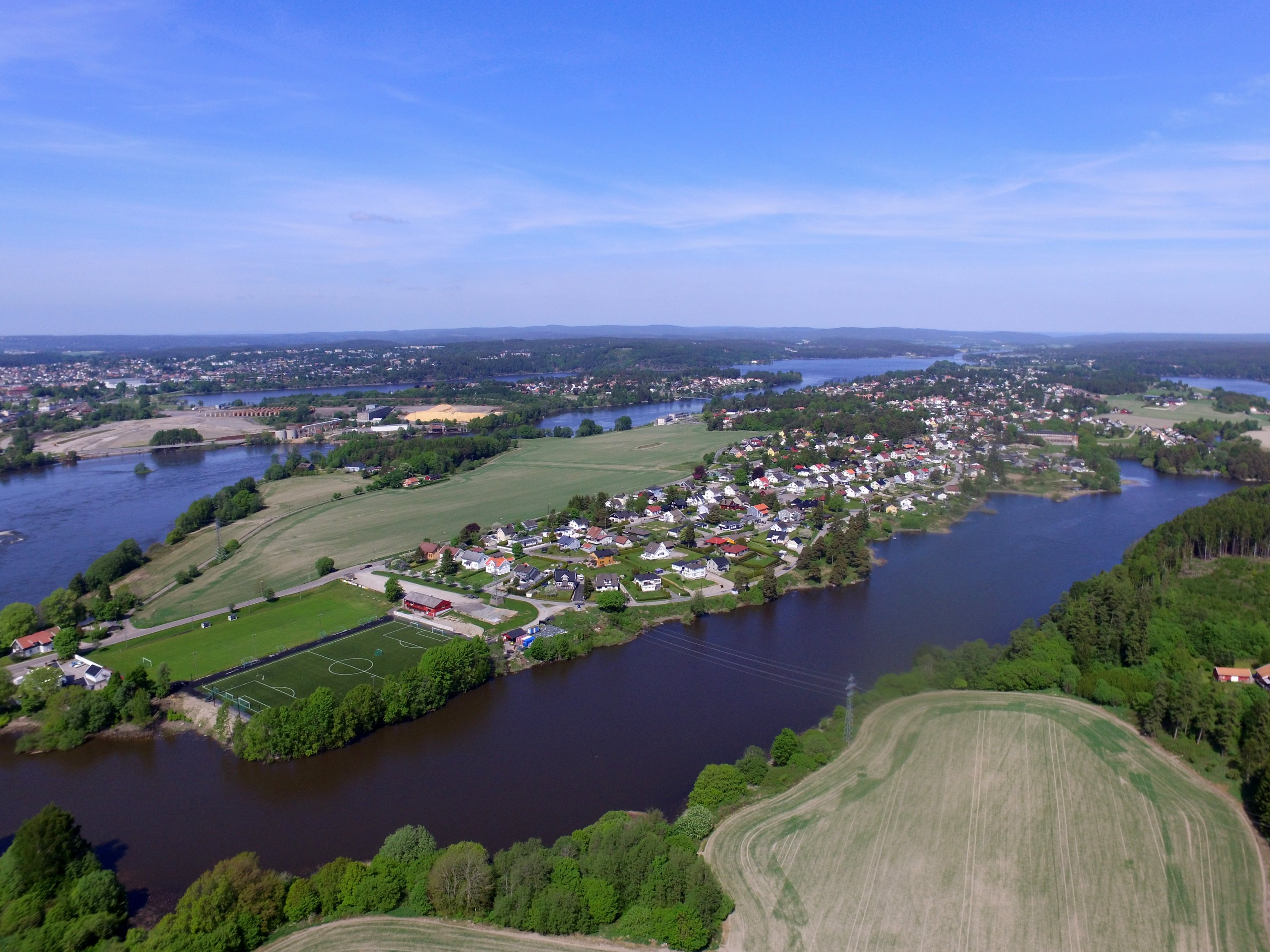
Hafslundsøy

- Fårnøtt
- Hafslundsøy
- Nordre Karlsøy
- Søndre Karlsøy
- Tunøya

### Lacs de la municipalité

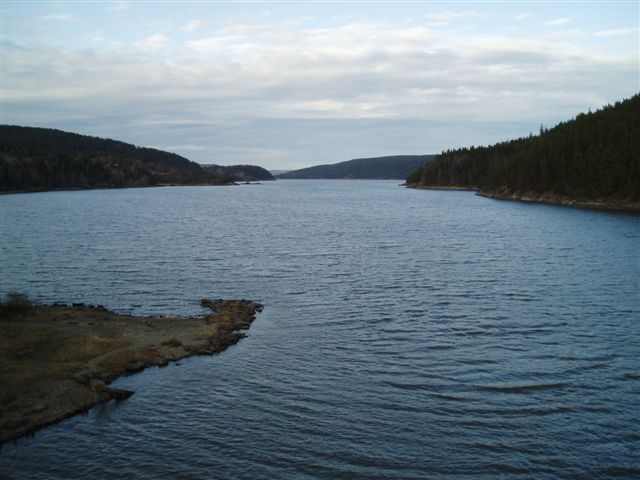
Mingevannet

- Isesjøen
- Mingevannet
- Tunevannet
- Tvetervann
- Vestvannet
- Visterflo

## Zones protégées

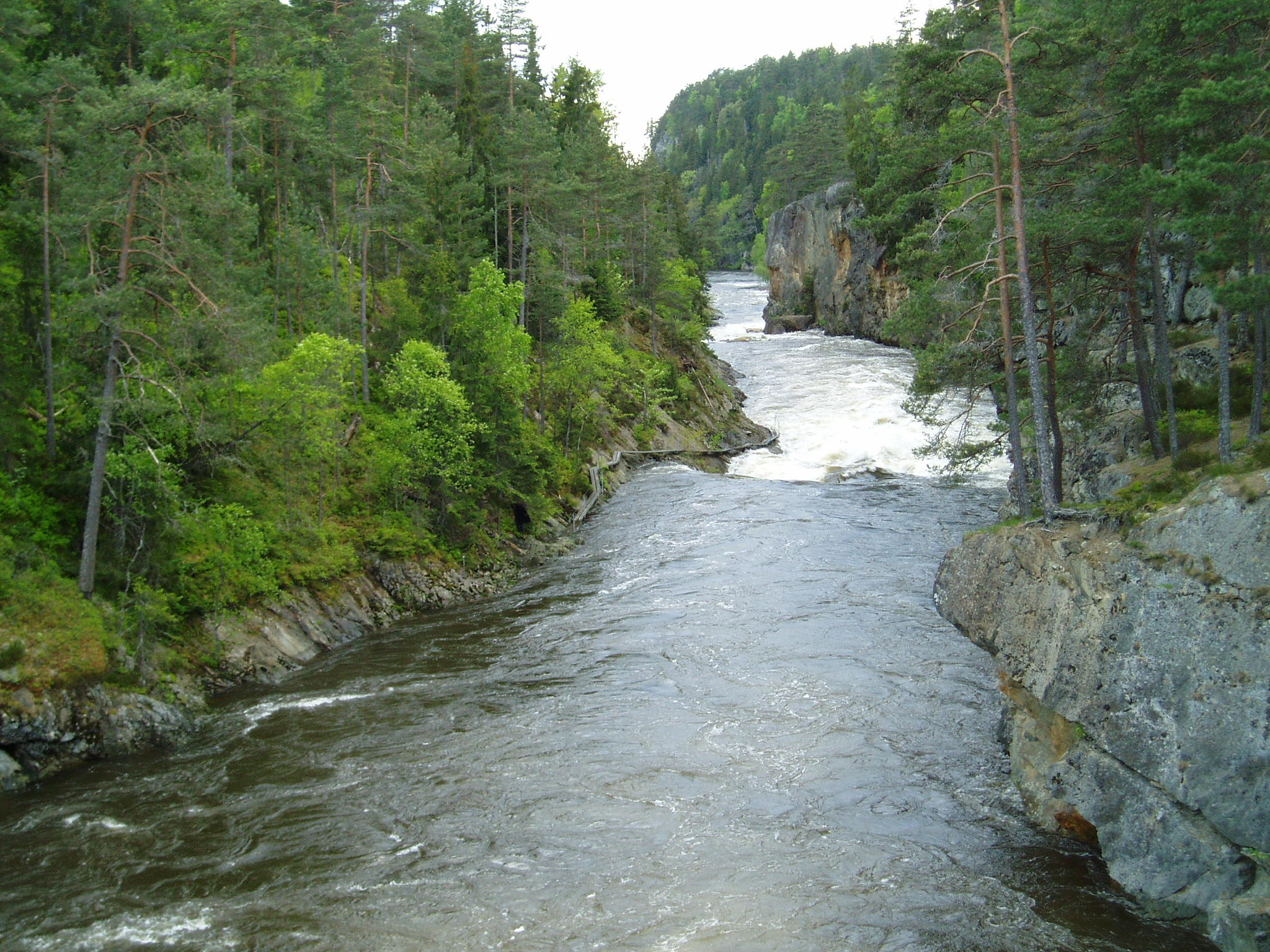
Rivière Ågårdselva

- Réserve naturelle de Hansemarkerkilen
- Réserve naturelle de Jørstadmyra
- Réserve naturelle de Skjebergkilen
- Réserve naturelle de Solgårdhavna
- Réserve paysagère de Valbrekke
- Réserve naturelle d'Ågårdselva

## Jumelages
| Ville | Ville                 | Pays | Pays        |
| ----- | --------------------- | ---- | ----------- |
|       | Berwick-upon-Tweed    |      | Royaume-Uni |
|       | Bethléem              |      | Palestine   |
|       | commune de Södertälje |      | Suède       |